# Пантер (хоккейный клуб)
Хокке́йный клуб «Пантер-Пурикад» (эст.  Panter-Purikad) — профессиональный хоккейный клуб, базирующийся в столице Эстонии — Таллине. Выступает в Эстонской Хоккейной лиге. Домашняя арена — Премия Яаахалл.

## История
Клуб был основан в 2002 году как ХК «Пантер». Из-за финансовых проблем в 2010 году был расформирован, но в 2011 снова воссоздан как «Пантер-Пурикад».